# Paul Landers
Paul Landers (Berlin, Njemačka, 9. prosinca 1964.) je ritam gitarist njemačke grupe Rammstein.